# Nicolaas Hubert Henket

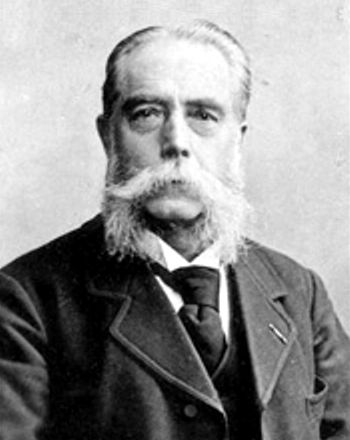
Nicolaas Hubert Henket

Nicolaus Hubertus Henket (in de meeste stukken wordt hij Nicolaas Hubert Henket genoemd) (St. Pieter, 7 november 1829 -  's-Gravenhage, 12 mei 1904) was een Nederlands  waterbouwkundige en hoogleraar.

## Eerste werkkring
Hij deed in januari 1848 met goed gevolg examen voor landmeter, maar werd volontair bij de aanleg van het kanaal van Luik naar Maastricht (1845-1850, vanaf 1847 op Nederlands gebied), onder leiding van ir. jhr. J.R.T. Ortt. In 1851 werd hij benoemd tot opzichter bij de Overijsselsche Kanaalmaatschappij onder ir. L. van de Kasteele. In december 1853 werd hij door Ortt benoemd tot opzichter bij de bedijking van de eerste en de tweede Bathpolder en de aanleg van het kanaal door Zuid-Beveland. In september 1854 werd hij onder T.J. Stieltjes benoemd tot hoofdopzichter bij bovengenoemde kanaalmaatschappij. In november 1856 werd hij onder J.G.W. Fijnje van Salverda belast met het doen van opnemingen en het maken van ontwerpen voor de spoorweg van Roosendaal naar Vlissingen, met dammen door de Oosterschelde en het Sloe. In het laatst van 1857 en de eerste helft van 1858 deed hij opmetingen voor het  Coevorden-Vechtkanaal en voor een spoorweg van Zutphen via Enschedé en Oldenzaal naar de Duitse grens.
In 1858 kwam hij in rijksdienst onder ir. A.J. Brevet als hoofdopzichter bij de bouw van de gekoppelde schutsluis in het Apeldoorns Kanaal bij Dieren. Toen in 1860 aan Stieltjes was opgedragen, van rijkswege opnemingen te doen voor een aan te leggen spoorwegnet op Java, werd Henket een van zijn ingenieurs. Zij waren daar werkzaam tot 1863, in dat jaar ging Stieltjes terug naar Nederland. Henket kwam in dienst van de Nederlandsch-Indische spoorwegmaatschappij onder J.P. de Bordes. Hij maakte daar het ontwerp voor de spoorweglijn Batavia-Buitenzorg, maar keerde in 1865 naar Nederland terug. Hij werd toen in dienst genomen door de Amsterdamsche kanaalmaatschappij onder J. Dirks. Hier maakte hij het ontwerp voor de uitwateringssluizen te Schellingwoude.

## Hoogleraar in Delft
Bij de oprichting van de Polytechnische School te Delft in 1864 zocht men een hoogleraar weg- en waterbouwkunde.  De gedachten gingen daarbij uit naar Stieltjes, maar die had andere aspiraties (hij wilde een politieke functie). Stieltjes beval Henket aan voor de functie als hoogleraar, en hij werd in 1866 benoemd. Hij bleef dit tot 1902, toen hij om gezondheidsredenen ontslag vroeg (hij was toen bijna 73). Na het overlijden van prof. Telders in 1900 nam hij tijdelijk het directeurschap van de school waar tot aan zijn pensionering.  
Henket zette in 1878 met Stieltjes, E. Steuerwald en J. van der Toorn de uitgaaf van een Handboek der Waterbouwkunde op touw, waarvoor hij het gedeelte schreef over bruggenbouw.
Henket was een man met een helder hoofd en een praktische blik. Vanaf het begin van zijn loopbaan liet hij zich uitsluitend in met zijn vak in alle aspecten. Dit ging zover, dat hij nooit een roman, een krant of een andere niet-technische publicatie las. Hij was niet sterk in theoretische beschouwingen, maar vanwege zijn praktische vakkennis en innemendheid was hij erg populair bij de studenten.

### Drink- en afvalwater
Een van de eerste zaken die hij oppakte in Delft was het ontwerpen van een goede drinkwatervoorziening. Met wat anderen probeerde hij een concessie te krijgen voor het leveren van goed drinkwater voor Den Haag en omgeving. Hij adviseerde inzake een drinkwatervoorziening uit de duinen. Later bracht hij met een scheikundige en een landbouwkundige advies uit aan de gemeente 's-Gravenhage over een in Engeland toegepast stelsel van reinigen van rioolwater. Samen met zijn collega Steuerwald en de mijningenieur P. van Dijk beantwoordde hij een prijsvraag die door het Nederlands-Indische gouvernement was uitgeschreven over wat de beste wijze is om de stad Soerabaja van drinkwater te voorzien. Hun oplossing werd bekroond met de gouden medaille door de afd. Nederlands-Indië van het Koninklijk Instituut van Ingenieurs.  
In 1873 leverde hij aan de gemeente Arnhem een ontwerp tot afvoer van rioolwater.

### Spoorwegen
Het was een belangrijk strijdpunt welke spoorbreedte in Nederlands-Indië standaard moest worden. Dit speelde in veel landen, ook in Nederland. In Engeland was zelfs sprake van een “Gauge War”. In Nederland had de minister van Koloniën in februari 1871 een commissie ingesteld om hier een oordeel over te geven. Henket was een prominent lid van deze commissie, samen met Johan Arthur Kool (1816-1873), hoofdingenieur van de Aken-Maastrichtsche Spoorweg-Maatschappij. Deze commissie kwam in augustus van dat jaar met een verslag. De minderheid (met De Bordes) adviseerde normaalspoor, terwijl de overige vijf leden smalspoor bepleitten (want de aanleg van smalspoor is goedkoper). De Staatsspoorwegen op Java besloot daarom de lijnen in smalspoor uit te voeren.  
Ook schreef hij een brochure over het bestaansrecht van lokaalspoorwegen in Nederland. 

### Amsterdam-Rijnverbinding
Henket heeft zich ook bezig gehouden met de verbinding tussen Amsterdam en de Rijn. Hij heeft hierover een tweetal brochures geschreven. Hij was voorstander van een kanaal door de Gelderse Vallei. Er was nogal wat oppositie tegen een kanaal door de Betuwe (men was bang voor ongecontroleerde kwel, maar Henket toonde aan dat dit geen probleem hoefde te zijn. Hij heeft dit uiteengezet in een bijeenkomst van het Koninklijk Instituut van Ingenieurs op 7 mei 1881.

### Waterbeheer
Door het bestuur van het dijksdistrict Mastenbroek werd hij met Willem Jacob Backer in een commissie benoemd om te adviseren over de bouw van een tweede stoomgemaal. Ze adviseerden positief, en in de periode 1872-1874 werd dit gemaal (Lutterzijl) onder leiding van Backer gebouwd. 
Hij adviseerde in 1893 het gemeentebestuur van Maastricht over het tegengaan van overstromingen van de Jeker, waar de stad veel last van had. Die plannen zijn succesvol uitgevoerd.

## Overige functies
Hij was van 1872 tot 1875 lid van het bestuur van het Koninklijk Instituut van Ingenieurs.

## Privé
Hij was de zoon van Henricus Henket en Maria  Rouwmans. Henket trouwde op 17 december 1862 in Salatiga (bij Semarang)  met Jacoba Wilhelmina Geertruida van de Wall. Zij kregen vijf zonen en vier dochters. 
- Biografisch Portaal: 97309985
- Digitale Bibliotheek voor de Nederlandse Letteren: henk006
- Gemeinsame Normdatei: 140336826
- International Standard Name Identifier: 0000 0000 7570 5460
- Library of Congress Control Number: nb2016018951
- Nederlandse Thesaurus van Auteursnamen: 072304391
- Virtual International Authority File: 103863536